# Bernardo Kordon
Bernardo Kordon (* 12. November 1915 in Buenos Aires; † 2. Februar 2002 in Santiago de Chile) war ein argentinischer Journalist und Schriftsteller. 
Seinen Lebensunterhalt verdiente Kordon zeit seines Lebens als Journalist; u. a. war er auch leitender Redakteur der Zeitschriften Todo und Capricornio. Er bereiste China und alle Länder Lateinamerikas und berichtete von dort. 
Mit 87 Jahren starb Kordon  am 2. Februar 2002 in Santiago de Chile und fand dort auch seine letzte Ruhestätte.

## Rezeption
In seinem literarischen Schaffen beschäftigte sich Kordon mit seiner Heimat Buenos Aires. Dabei spannte er einen Bogen von der Stadtgründung bis hin zur heutigen Megalopolis; verlor dabei aber nie die Stellung der Ureinwohner und deren Verbundenheit mit diesem Ort aus den Augen.
Aber nach Kordons eigenem Bekunden interessierte ihn ganz „... Lateinamerika, gesehen unter dem Aspekt einer vitalen und aggressiven Exotik ...“.

## Werke (Auswahl)
Romane
- Muerte en el valle.
- La reina del Plata.
- La selva illuminada. 1942.

Erzählungen
- Macumba. 1939.
- Seiscientos milliones y uno. 1958.
- La vuelta de Rocha. 1936.

Übersetzungen
- Claude Couffon: Granada y García Lorca. Editorial Losada, Buenos Aires 1967.